# Bernhard Berndtson
Bernhard Berndtson, född 4 juli 1729 Heliga Trefaldighets församling i Gävle , död 3 oktober 1804 , var en svensk ämbetsman .

## Biografi
Bernhard Berndtson var verksam inom bergshantering.Han var bergshauptman i Stora Kopparbergs bergmästaredöme1788-1794  och kom då närmast från samma befattning vid Sala silverbergslag. Från 1774  var han ledamot av Kungliga vetenskapsakademien.
Berndtsson var son till magister Bernhard Brunnelius , sedermera kyrkoherde i Ljusdal, och dennes hustrun i första giftet  Regina Elisabet Höök..